# Miara Dieudonnégo
Miara Dieudonnégo – przykład miary zewnętrznie regularnej, określonej na σ-ciele zbiorów borelowskich przestrzeni {\displaystyle \omega _{1},} tj. przestrzeni wszystkich przeliczalnych liczb porządkowych z topologią porządkową. Nazwa tej miary została wprowadzona dla uhonorowania francuskiego matematyka Jeana Dieudonnégo.

## Konstrukcja
Na zbiorze (liczbie porządkowej) {\displaystyle \omega _{1}} można rozważać topologię porządkową. Można wykazać, że σ-ciało Bor(ω1) borelowskich podzbiorów przestrzeni ω1 daje się opisać w następujący sposób:
{\displaystyle {\mbox{Bor}}(\omega _{1})=\{A\subseteq \omega _{1}\colon \;(\exists {C\in \operatorname {Club} (\omega _{1})})(C\subseteq A\vee C\cap A=\varnothing )\},}
gdzie Club(ω1) oznacza zbiór wszystkich clubów na liczbie kardynalnej {\displaystyle \omega _{1},} tj. rodzinę jej domkniętych i nieograniczonych podzbiorów.
Funkcja
{\displaystyle \mu \colon {\mbox{Bor}}(\omega _{1})\to [0,\infty ]}
dana wzorem:
{\displaystyle \mu (A)=1,} gdy istnieje taki zbiór C ∈ Club(ω1), że C  ⊆ A, oraz
{\displaystyle \mu (A)=0,} w przeciwnym wypadku,
dla A ∈ Bor(ω1), jest miarą. Miarę tę nazywa się miarą Dieudonnégo.

## Własności
- {\displaystyle \mu (\omega _{1})=1,} więc miara Dieudonnégo jest miarą probablilistyczną; miara ta przyjmuje tylko dwie wartości: 0 i 1.
- Miara Dieudonnégo jest zewnętrznie regularna.
- Miara Dieudonnégo jest zupełna.
- Przy założeniu AD, każdy podzbiór ω1 jest mierzalny w sensie miary Dieudonnégo (czyli każdy podzbiór {\displaystyle \omega _{1}} albo jest niestacjonarny albo zawiera zbiór domknięty nieograniczony), tj. pod tym założeniem ω1 jest liczbą mierzalną. Jednocześnie istnieje podzbiór produktu {\displaystyle \omega _{1}\times \omega _{1}} który nie jest mierzalny względem odpowiedniej miary produktowej[2]. (To ostatnie stwierdzenie jest twierdzeniem w ZF + DC.)